# Puerto de la Cruz
Puerto de la Cruz è un comune spagnolo di 30 483 abitanti situato nella comunità autonoma delle Canarie.

## Amministrazione

### Gemellaggi
La città è gemellata con: 
- Almuñécar
- Düsseldorf, dal 2003
- Martinsicuro, dal 2000[2][3]
- Puerto La Cruz